# Igor Bauersima
Igor Bauersima (* 23. června 1964 v Praze) je švýcarský autor, režisér, architekt, scénograf a hudebník. Od konce devadesátých let se stal jedním z hlavních hybatelů nového německého divadla, inovativním způsobem propagoval kombinaci živé akce a videoprojekce, přičemž své hry pevně zakládal na filozofických koncepcích. Zvláštní pozornost věnuje otázkám morálky, lidské identity, jednotlivce a jeho vztahu ke společnosti. Jeho práce často oslovuje kontroverzní témata, přímo nebo implicitně.

## Život
Jeho rodina emigrovala 1968 po pražském jaru do Švýcarska, usadila se v Bernu kde Bauersima vyrostl.
Bauersima vystudoval architekturu na švýcarském federálním technologickém institutu v Lausanne (EPFL) a na švýcarském federálním technologickém institutu v Curychu (ETH), kde paralelně pracoval jako odborný asistent pro videoart. Diplomoval v roce 1991 a začal pracovat jako architekt. 1992 aložil vlastní filmovou produkční společnost a cestoval po filmovych festivalech s vlastníma produkcema. Během této doby hrál v avant-jazzových kapelách (Recrash W, Sister Iodine a další) a produkoval hudbu pro své soundtracky.
V roce 1995 spoluzaložil Bauersima architektonickou firmu W3Architects a vedl ji do roku 2010. Od roku 1994 psal a inscenoval pro nezávislou divadelní skupinu OFF OFF Bühne, která se stala pod jeho vedením jednou z nejuznávanějších švýcarských divadelních společností. Bauersimův styl psaní a inscenace, často zahrnující rychlý tempo dialogu a mix filmu a divadla, je silně ovlivněn jeho zkušeností filmaře. “Forever Godard” (1998), multimediální hra o skupině ctižádostivých herců, získala v roce 1998 cenu Impulse za nejlepší německy mluvící nezávislou produkci. V samem roce vytvořil spolu s francouzsky mluvící spisovatelkou / producentkou Réjane Desvignes produkční společnost sonimage gmbh. Bauersima opustil v roce 2000 svou divadelni skupinu, aby napsal a režíroval hru pro dva mladé herce v Německu. Hru nazval “norway.today”. Od svého prvního uvedení v Düsseldorfu se stala jedním z největších hitů současného německého divadla. Bauersima získal diváckou cenu na Divadelních dnech v Mülheimu, byl zvolen nadcházejícím autorem roku 2001 kritikou ankety časopisu Theater heute a byl vyznamenán cenou “Bernska Kniha”. Bauersima byl v roce 2002 a 2004 nominován na Nestroyovu divadelní cenu v kategorii nejlepší výprava a v roce 2004 navíc v kategorii nejlepší režie.
Bauersima byl nejvíce představeným autorem v německy mluvících divadlech v sezonách 2003 a 2004. Jeho hry byly přeloženy do více než dvaceti jazyků a uvedly je do dnes přes sto padesat divadel po celém světě. Od roku 2000 Bauersima píše, režíruje a scénografuje hry a opery pro divadla v Düsseldorfu, Vídni, Hamburku, Curychu, Hannoveru, Stuttgartu, Antverpách a dalších.

## Hry a inscenace
- David Mamets: Sexual Perversity in Chicago (1994, režie, OFF OFF Bühne Curych)
- Plane Thoughts (1994, režie/scéna, premiéra: OFF OFF Bühne Curych)
- Tourist Saga (1995, režie/scéna, premiéra: OFF OFF Bühne Curych)
- Die Pflicht glücklich zu sein (1996, režie/scéna, premiéra: OFF OFF Bühne Curych)
- Snobs (1997, režie/scéna, premiéra: OFF OFF Bühne Curych)
- Mixed (1997, režie/scéna, premiéra: Theaterhaus Gessnerallee Curych)
- Forever Godard (1998, režie/scéna, premiéra: Theaterhaus Gessnerallee Curych)
- Context (1999, režie/scéna, premiéra: Theaterhaus Gessnerallee Curych)
- Exil (2000, režie/scéna, premiéra: Theaterhaus Gessnerallee Curych)
- norway.today (2000, režie/scéna, premiéra: Düsseldorfer Schauspielhaus)
- Launischer Sommer (2001, režie/scéna, premiéra: Düsseldorfer Schauspielhaus), inspirována filmem Rozmarné léto Jiřího Menzela podle románu Vladislava Vančury
- Factory (2001, B, premiéra: Theaterhaus Gessnerallee Curych)
- Futur de Luxe (2002, režie/scéna, premiéra: Schauspiel Hannover)
- Tattoo, spoluautorka Réjane Desvignes (2002, režie/scéna, premiéra: Düsseldorfer Schauspielhaus)
- Das Maß der Dinge (2002, režie, premiéra: Burgtheater Wien)
- Film, spoluautorka Réjane Desvignes (2003, režie/scéna, Schauspiel Hannover)
- Dantons Tod (2003, režie/scéna, Schauspiel Hannover)
- 69 (2003, režie/scéna, Düsseldorfer Schauspielhaus)
- Bérénice de Molière (2004, režie/scéna, Burgtheater Wien – 1. díl trilogie 1670)
- Schwarz & Weiss (2004, režie/scéna, premiéra: Düsseldorfer Schauspielhaus)
- Lucie de Beaune, spoluautorka Réjane Desvignes, (2005, režie/scéna, premiéra: Schauspielhaus Zürich – 2. díl trilogie 1670)
- Oh die See - Die Rock das Boot Show (2006, režie/scéna, premiéra: Schauspielhaus Hamburg)
- Boulevard Sevastopol, spoluautorka Réjane Desvignes (2006, režie/scéna, premiéra: Akademietheater Wien)
- Le comte Ory, Gioachino Rossini (2007, B/R, Staatsoper Stuttgart, Stuttgart)
- Teseo, Georg Friedrich Händel (2009, B/R, Staatsoper Stuttgart, Stuttgart)
- Den Tod im Nacken, spoluautorka Réjane Desvignes (2009, B/R, Uto-Kinotheater, Zürich)
- The Rage of Life, Elena Kats-Chernin & Igor Bauersima (2010, B/R, U: Vlaamse Opera. Antwerpen und Staatsoper Stuttgart, Stuttgart)
- Kap Hoorn, (2010, B/R, U: Theater in der Josefstadt, Wien)
- Suburbia, Eric Bogosian (2011, R, Theater im Palais, Graz)
- Traumnovelle, podle Arthura Schnitzlera (2011, B/R, U: Theater in der Josefstadt, Wien)
- Jackpot, Réjane Desvignes (2012, D/S, P: Theater in der Josefstadt, Wien)
- Die heilsame Regression des Herrn S, (2013/14, A/D/S, P: Bern)
- Sterben und Neapel sehen, (2014, B, Tanzhaus, Zürich)
- Aus Der Sonne, (2016, B, zUf)
- Complicated!, co-author (2016, B/S, TAG)

## Rozhlasové hry
- norway.today (jako rozhlasová inscenace: 2001, premiéra: Deutschland Radio)
- Tattoo, spoluautorka Réjane Desvignes (jako rozhlasová inscenace: 2003, premiéra: Deutschland Radio)
- 69 (jako rozhlasová inscenace: 2004, premiéra: Deutschland Radio)
- Ich werde auf eure Gräber spucken, spoluautorka Réjane Desvignes (2004, premiéra: Deutschland Radio), hommage Borisu Vianovi

## Filmy
- Terminal Diner (New York, 1989)
- Bowling (Česko, 1992)
- 50% Absolut (Maďarsko, 1995)
- Dr. Younamis' Couch (Curych, 1996)
- Making Off (Curych, 1999)
- Un Regard Sur Deux (Francie, 2001)

## Ceny a ocenění
- cena za nejlepší nezávislou divadelní produkci na Impulse Festival NRW 1998
- pozvání na Mülheimer Theatertage 2001
- Berner Buchpreis 2001
- nejlepší mladý autor sezóny 2001/2002 v anketě krittiků časopisu Theater Heute s divadelní hrou norway.today
- cena za režii Young Directors Salzburg 2003